# Henri Leconte
Henri Leconte (Lillers, 4 juli 1963) is een Frans professioneel tennisser die zijn hoogtepunt beleefde in de jaren 80. Hij is een linkshandige serve-volleyspeler.
Tegenwoordig neemt hij nog regelmatig deel aan seniortoernooien binnen de ATP Tour of Champions.

## Professionele carrière
- Zijn beste ATP notering bereikte hij op 22 september 1986 met een vijfde plaats.
- ATP overwinningen:
  - Stockholm 1982
  - Stuttgart 1984
  - Nice & Sydney 1985
  - Genève & Hamburg 1986
  - Nice & Bruxelles 1987
  - Halle 1993

- ATP finalist:
  - Kitzbühel & Sydney 1983
  - Memphis 1984
  - Sydney 1985
  - Bristol 1986
  - Hamburg & Roland Garros 1988

## Prestatietabel
| Legenda | Legenda                          |
| ------- | -------------------------------- |
| g.t.    | geen toernooi gehouden           |
| l.c.    | lagere categorie                 |
| –       | niet deelgenomen                 |
| G       | uitgeschakeld in de groepsfase   |
| 1R      | uitgeschakeld in de eerste ronde |
| 2R      | uitgeschakeld in de tweede ronde |
| 3R      | uitgeschakeld in de derde ronde  |
| 4R      | uitgeschakeld in de vierde ronde |
| KF      | uitgeschakeld in de kwartfinale  |
| HF      | uitgeschakeld in de halve finale |
| F       | de finale verloren               |
| W       | het toernooi gewonnen            |
| w-v     | winst/verlies-balans             |

### Prestatietabel grand slam, enkelspel
| Toernooi        | 1980 | 1981 | 1982 | 1983 | 1984 | 1985 | 1986 | 1987 | 1988 | 1989 | 1990 | 1991 | 1992 | 1993 | 1994 | 1995 | 1996 |
| --------------- | ---- | ---- | ---- | ---- | ---- | ---- | ---- | ---- | ---- | ---- | ---- | ---- | ---- | ---- | ---- | ---- | ---- |
| Australian Open | –    | –    | –    | –    | –    | 4R   | –    | 3R   | 3R   | 1R   | 3R   | –    | 1R   | –    | 2R   | –    | –    |
| Roland Garros   | 1R   | 1R   | 1R   | 2R   | 2R   | KF   | HF   | 1R   | F    | –    | KF   | 2R   | HF   | 1R   | 1R   | –    | 1R   |
| Wimbledon       | –    | 2R   | 1R   | 2R   | –    | KF   | HF   | KF   | 4R   | –    | 2R   | 3R   | 3R   | 4R   | 1R   | 1R   | –    |
| US Open         | –    | –    | 1R   | –    | 3R   | 4R   | KF   | 4R   | 3R   | –    | 2R   | –    | 3R   | 1R   | –    | –    | –    |

### Prestatietabel grand slam, dubbelspel
| Toernooi        | 1980 | 1981 | 1982 | 1983 | 1984 | 1985 | 1986 | 1987 | 1988 | 1989 | 1990 | 1991 | 1992 | 1993 | 1994 | 1995 | 1996 |
| --------------- | ---- | ---- | ---- | ---- | ---- | ---- | ---- | ---- | ---- | ---- | ---- | ---- | ---- | ---- | ---- | ---- | ---- |
| Australian Open | –    | –    | –    | –    | –    | –    | –    | 3R   | –    | –    | KF   | –    | –    | –    | –    | –    | –    |
| Roland Garros   | 1R   | 1R   | 2R   | 1R   | W    | 3R   | HF   | –    | –    | –    | –    | –    | 2R   | KF   | 1R   | –    | 1R   |
| Wimbledon       | –    | –    | –    | –    | –    | 2R   | 1R   | 2R   | –    | –    | –    | –    | –    | –    | –    | –    | –    |
| US Open         | –    | 1R   | –    | –    | 1R   | F    | –    | 1R   | 3R   | –    | –    | –    | –    | –    | –    | –    | –    |